# Zirkel (Karlsruhe)
Der Zirkel ist eine Straße in der Karlsruher Innenstadt. Die Straße wurde in den ersten Jahren der Stadtgründung angelegt und führt als Teil des Karlsruher Fächers im Halbkreis um den Schlossturm als Zentrum. Benannt ist der Zirkel nach der exakt runden Anlage des Straßenzuges. Bis 1870 wurde er innerer oder kleiner Zirkel genannt, in Abgrenzung zum Schlossplatz, der als äußerer, vorderer oder großer Zirkel galt.

## Lage und Verlauf
Der Zirkel befindet sich südlich des Schlosses und nördlich der Kaiserstraße und hat eine Länge von etwa 750 Metern. Weitergeführt wird der Zirkel im Osten durch den Neuen Zirkel (begrenzt durch die Wolfgang-Gaede-Straße), sowie im Westen durch die Hans-Thoma-Straße (begrenzt durch die Waldstraße). Gemeinsam mit dem Ahaweg im Norden bilden die vier Straßen einen Kreis um den Schlossturm als Mittelpunkt und einem Radius von gut 425 Metern. Die Via Triumphalis kreuzt den Zirkel auf etwa der Hälfte der Straßenlänge, an dieser Stelle befindet sich der Platz der Grundrechte zwischen Zirkel und Schlossplatz.
Als Teil der Cityroute Nord ist der Zirkel größtenteils eine Fahrradstraße. Des Weiteren befindet sich am Zirkel ein Parkhaus mit 432 Plätzen.

## Zirkelbauten
An der nördlichen Straßenseite befinden sich die Zirkelbauten, eine ursprünglich von Friedrich Weinbrenner entworfene, einheitlich gestaltete Gebäudereihe. Während die Gebäude zunächst von privilegierten Bürgern, Beamten und Offizieren bewohnt wurden, befanden sich dort später einige badische Ministerien. Aufgrund starker Beschädigungen im Laufe des Zweiten Weltkriegs wurden die Gebäude anschließend in sachlichem Stil als Behördenbauten wiedererrichtet, unter Berücksichtigung der von Weinbrenner geplanten einheitlichen Bogengängen zum Schlossplatz hin. Heute befinden sich in den Gebäuden unter anderem das Regierungspräsidium, das Amtsgericht, der Sitz der L-Bank sowie das Finanzamt. Einige der Gebäude sind Kulturdenkmale, unter anderem die Gebäude des Regierungspräsidiums, der L-Bank und des Finanzamts.